# Ctenophora pectinicornis
Espèce
Ctenophora pectinicornis est une espèce d'insectes diptères nématocères de la famille des tipulidés, de la sous-famille des tipulinés ou des cténophorinés selon les classifications.
Comme les tipules, il s'agit d'une espèce totalement inoffensive (ne mord pas, ne pique pas).

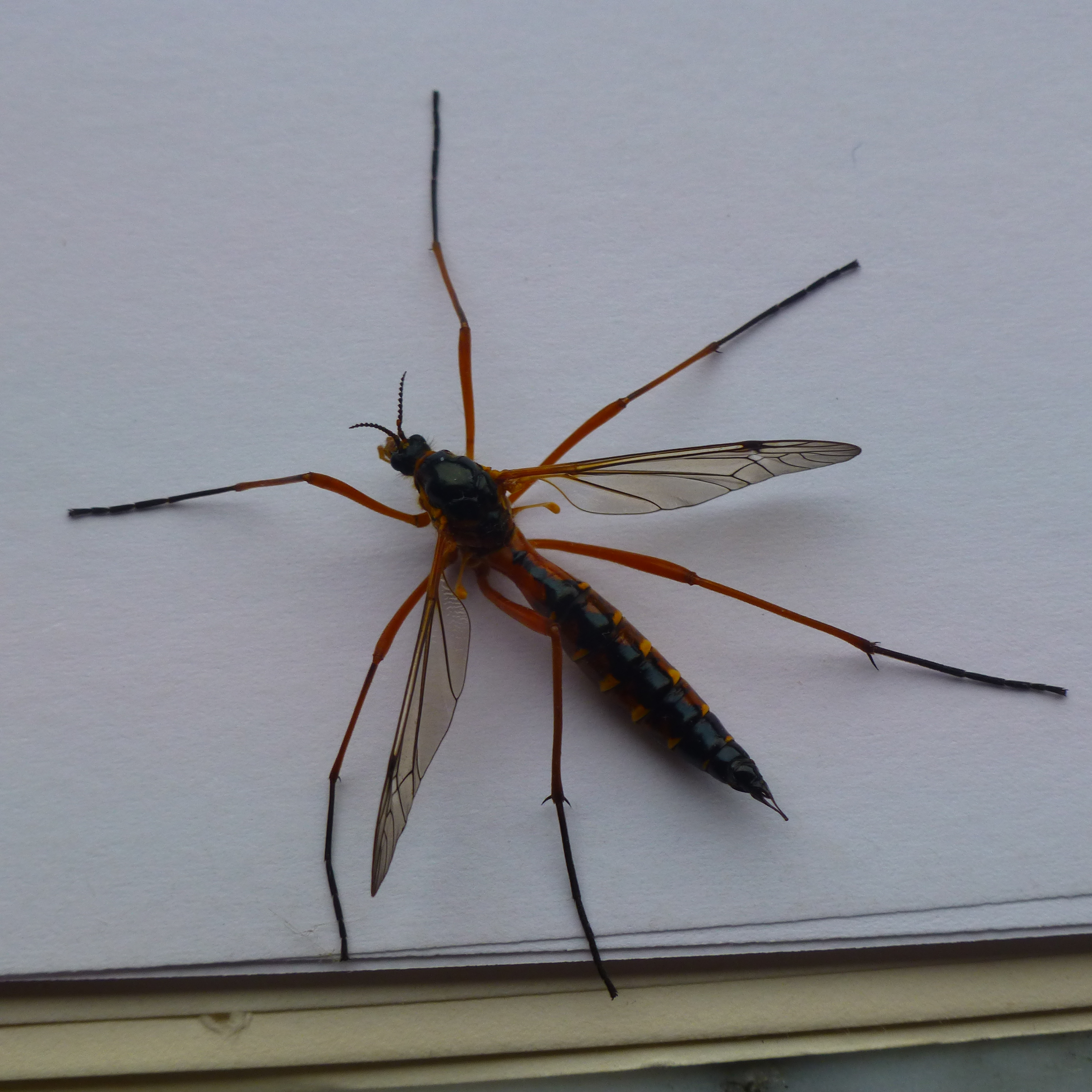
Femelle (antennes filiformes).

## Description
Ailes longues de 15 mm, aux nervures bien marquées, petite tache (pterostigma) foncée près du bord distal.
Fémurs de la 3e paire de pattes dépourvus d'anneau foncé (contrairement à Ctenophora festiva).

## Distribution
Presque toute l'Europe, depuis l'Espagne jusqu'à la Norvège, la Russie.